# Saint-Clément-de-Vers
Saint-Clément-de-Vers est une commune française, située dans le département du Rhône en région Auvergne-Rhône-Alpes.

## Géographie. Situation et dimensions
Saint-Clément-de-Vers fait partie du Beaujolais.
La commune de Saint-Clément-de-Vers est située dans la partie septentrionale du département du Rhône en région Rhône-Alpes-Auvergne. Elle appartenait depuis sa création en 1871 au canton de Monsols dans l'arrondissement de Villefranche-sur-Saône. Depuis la réforme administrative de 2013-2015 elle relève du vaste canton de Thizy-les-Bourgs. Parmi les 6 communes limitrophes de Saint-Clément-de-Vers deux seulement appartiennent au département du Rhône: Propières au Sud et Saint-Igny-de-Vers au Nord-Est. C'est du territoire de Saint-Igny-de-Vers que fut détaché à l'origine celui de Saint-Clément. Au Sud-Est elle a pour voisine Saint-Germain-la-Montagne dans le département de la Loire. Au Nord et à l'0uest la commune confine à trois municipes appartenant au département de la Saône-et-Loire: Saint-Racho, Anglure-sous-Dun et Chauffailles en région Bourgogne-Franche-Comté. Il en résulte qu'en quittant le territoire de Saint-Clément, au col de la Cépée par exemple pour entrer dans celui d'Anglure, on traverse le fameux « mille-feuilles » administratif français puisqu'on change à la fois de commune, de canton, d'arrondissement, de département et de région... Chauffailles chef-lieu de canton de Saône-et-Loire, est beaucoup plus proche de Saint-Clément (10 km par la route) que ne l'est Thizy-les-Bourgs (éloigné de  34 km). On accède d'ailleurs facilement  à Chauffailles par une route déclive tandis qu'on doit franchir deux cols, celui des Écharmeaux et celui des Écorbans pour rejoindre Thizy. Le territoire municipal de Saint-Clément-de-Vers - 8,96 km2 - est de dimension relativement modeste: parmi ses voisines seule Anglure-sous-Dun est moins étendue.. La forme étirée du territoire communal aboutit à une grande disproportion entre sa longueur du sud-est au nord-ouest (6 km) et sa largeur dans le sens nord-est - sud-ouest soit 1,8 km).

## Relief et structure
Le relief de la commune est celui d'une zone de demi-montagne: la plus grande partie de son territoire se situe à plus de 500 m. d'altitude. L'altitude moyenne de l'espace communal est de 546 mètres. Le bourg, dans une position dominante, est à 580 mètres et dans le sud-est tout un secteur s'élève à plus de 600 m avec un culmen à 665 m dans les bois de Fondmartin . Les seules parties où l'on relève des altitudes inférieures à 500 m. correspondent aux vallées des deux cours d'eau le Sornin et son tributaire la Rivière de Mussy . C'est d'ailleurs sur le cours de l'affluent, au Moulin de la Planche Simon à la limite d'Anglure, que se trouve le point le plus bas de l'espace municipal à l'altitude de 418 m. La structure du territoire de Saint-Clément juxtapose deux compartiments: l'un, de loin le plus vaste (7 km2) correspond au long versant oriental de l'interfluve qui sépare le Sornin du ruisseau  l'Oiselière, l'autre beaucoup moins étendu, 2 km2, s'incline à l'ouest vers la Rivière de Mussy. Le bourg se situe sur la ligne de crète de l'interfluve. La pente de chacun des deux versants est relativement différente. Du lit du Sornin, vers 470 m. au dôme de Rochelin, près du bourg, à 610 m. la dénivelée est de 140 m. soit, sur 1 220 m. de distance à vol d'oiseau, une pente  voisine de 12 %. Du même dôme de Rochelin au  point le plus bas du cours de la Rivière de Mussy, à 418 m., la dénivelée est plus forte que sur l'autre versant: près de 18 % sur 1 100 m. à vol d'oiseau. L'affluent est en effet plus proche du niveau de base, le confluent Sornin-Mussy, que ne l'est à Saint-Clément le cours d'eau principal.

## Géologie
Comme la plus grande partie de la Montagne beaujolaise, horst cristallin, l'interfluve Sornin-l'Oiselière est constitué par le granite du socle parcouru de failles. Des terrains volcaniques intrusifs s'insèrent en doigts de gant dans le secteur du bourg. La partie sud du versant qui s'incline vers le Sornin est largement couverte  de formations détritiques. Enfin, le talweg du Sornin et l'étroit sillon de la Rivière de Mussy sont tapissés d'alluvions récentes.

## Hydrographie. Boisement
Le système hydrographique est constitué à Saint-Clément-de-Vers par le Sornin d'un côté et de l'autre par la Rivière de Mussy, celle-ci tributaire de l'autre, leur confluent étant loin en aval. Le Sornin forme l'ensemble de la limite orientale de la commune s'écoulant plus précisément du sud-sud-est vers le nord-nord-ouest. Sur les 6,5 km que représentent son cours à la limite de Saint-Clément et de Saint-Igny-de-Vers la dénivelée est de 93 m. soit 14 m./km et une pente moyenne de 1,5 %. À son entrée dans la commune ce cours d'eau qui est encore le modeste torrent appelé "Sornin de Propières" ne roule qu'un peu plus de 60 l./s. et son débit est régulier dans l'année. La Rivière de Mussy, qui s'appelait en amont ruisseau de Mousset ou l'Oiselière joue un rôle marginal dans le réseau hydrographique local. Elle ne borde la commune que sur moins d'un kilomètre à la limite de Chauffailles (le lit du cours d'eau est en fait sur le territoire de la commune voisine). Elle coule à cet endroit au fond d'un vallon étroit et sa dénivelée de 11 m. (429 m. à l'amont, 418 m. à l'aval) sur 0,8 km représente une  forte pente: près de 14 %. Son débit (mesuré en juillet 2005) n'est pas négligeable: 36,30 l./s. mais avec un étiage marqué: 13 l./s.
Le taux de boisement de la commune est un reflet à la fois du caractère montagneux du relief et de la nature des sols: l'altitude relativement élevée et la nature cristalline des terrains combinent leurs effets pour aboutir à l'existence d'un manteau forestier fortement développé. Sur les 893 ha que compte le territoire communal de Saint-Clément 436 sont couverts de bois. Avec un taux de boisement  qui est ainsi de 49 % la commune s'apparente à celles du reste de la Montagne beaujolaise ne le cédant sur ce point qu'aux communes plus élevées en altitude, Propières ou Ranchal où ce taux est égal ou supérieur à 60 %. La partie sud du versant s'inclinant vers le Sornin est couvert d'un massif forestier particulièrement continu mais d'autres placages importants existent tel au Nord de la commune le Bois de la Garde et les hectares boisés qui dominent le vallon de la Rivière de Mussy.

## Communications. Relations
La situation de la commune de Saint-Clément-de-Vers n'en fait pas un nœud de communication essentiel. Cependant deux routes départementales sillonnent son territoire à partir de la porte d'entrée que constitue le col de la Cépée (550 m. d'alttiude). La plus passante des deux, la D 66 mène en  9 km à Aigueperse en traversant sur 1,8 km le nord du territoire communal jusqu'à franchir le Sornin. La seconde de ces routes départementales, la D 66E, longue d'un peu plus de 4 km, prend naissance au même col de la Cépée, traverse le bourg de la commune et descendant elle aussi vers le Sornin rejoint après avoir franchi la rivière, sur la commune de Saint-Igny-de-Vers, une voie importante du nord du Beaujolais, la D 10, qui relie le col des Écharmeaux à La Clayette. Les usagers du chemin de fer peuvent accéder à la gare ferroviaire de Chauffailles sur la ligne de Lyon à Paray-le-Monial distante seulement de 11 km ce qui place Saint-Clément dans une position plus favorable que celle de beaucoup de communes de la région. La ligne du TGV Lyon-Paris est accessible en 50 km à la gare de Mâcon-Loché en Saône-et-Loire. Si la géographie physique inclut pleinement Saint-Clément-de-Vers  dans la Montagne beaujolaise la ville de Roanne, dans le département de la Loire, exerce son attraction sur la commune englobée dans le bassin hydrographique de la rivière le Sornin et qui penche géographiquement en direction de la Loire; Roanne n'est d'ailleurs distant que de 43 km. Cependant on est ici à un carrefour d'influences puisqu'une partie des habitants de la commune ont leurs habitudes à Villefranche-sur-Saône, le chef-lieu d'arrondissement dont dépend Saint-Clément, éloigné pourtant de près de 50 km, Il n'est pas jusqu'à deux villes du département voisin de la Saône-et-Loire, Mâcon (52 km) pour le commerce et Paray-le-Monial (41 km) pour son hôpital à disputer à Roanne et Villefranche les faveurs de la population locale.. Quant à la grande métropole qu'est Lyon, éloignée seulement de 78 km, elle rayonne sur ces terres du haut-Beaujolais comme sur l'ensemble du département.

## Évolution démographique. Répartition de la population
Sur le plan démographique la commune de Saint-Clément-de-Vers a connu le sort de la plupart des communautés municipales de la région à laquelle elle appartient. Elle a été créée en 1871 à partir d'un territoire prélevé sur celui de Saint-Igny-de-Vers et elle a vu le nombre de ses habitants s'accroître jusque vers la fin du XIXe siècle. Par la suite et pendant 80 ans la population de la commune n'a cessé de diminuer, un déclin qui est à mettre en relation avec l'exode rural qui a sévi dans les campagnes françaises pendant cette période, lui-même lié à la révolution industrielle. L'année 1982 a marqué l'étiage démographique de la commune; il ne restait alors que 170 personnes à Saint-Clément qui s'était ainsi vidé des 3/4 de sa population. L'attraction des villes ayant diminué avec la fin des "trente glorieuses" un redressement s'est produit à un rythme annuel moyen voisin de 1 % par an assez rapide dans les années 1990 du XXe siècle, un peu plus lent depuis (229 en 2015). Le niveau actuel – en baisse - se situe à 204 personnes (2021)..La région de demi-montagne dans laquelle se situe la commune de Saint-Clément-de-Vers a pour paysage rural le bocage qui se caractérise notamment par la dispersion de l'habitat. Une trentaine d'écarts existent à Saint-Clément dont certains atteignent l'importance d'un hameau tels les Fayards, le Vieux Bourg, la Croix des Planches, l'ensemble les Rigauds-les Gonnachons, les Fougerolles, les Jugnets, Rochelin sur le versant principal incliné vers le Sornin; sur le versant opposé les Feuillets. De simples lieudits parsèment aussi le territoire communal parfois non habités (la Croix de Chatennay) pittoresquement dénommés (Jappe la Lune); ce sont: aussi les Chemiers, les Seignets, la Garde, la Fougère, la Cépée, les Agères, les Prés Clos, les Leuriers, les Chalets du Parc, les Sebrins, la Barge, les Grandes Terres à l'est de l'échine centrale, et dans la vallée du Sornin la Fabrique, le Sauzay; sur le versant ouest: les Bois, le Haut des Bois, le Haut des Feuillets. Le bourg quant à lui, qui occupe dans l'aire municipale une position centrale, rassemble environ 60 personnes

## Agriculture
L'agriculture ne rencontre pas à St-Clément-de-Vers les conditions les plus favorables du fait de la combinaison contraignante de la géologie et du climat qui réduit la qualité pédologique des sols. Le ratio nombre d'exploitations/nombre d'habitants y est tout de même de 1 pour 41 (contre 1/44 à St-Germain-la-Montagne, 1/53 à Propières. Cinq exploitations seulement en 2020 (on en recensait 8 en 2010), d'importance variable, se partageaient les 358 hectares cultivables de la commune qui ne représentent eux-mêmes que la faible proportion de 40 % de la superficie municipale (45 % à Propières, 38 % à St-Germain-la-Montagne). La superficie moyenne d'une exploitation, même en tenant compte de l'intervention d'exploitants extérieurs à la commune, est de 72 ha (elle était de 36,6 en 2010). Toute la SAU est formée d'herbages à l'exclusion presque totale de terres labourées : céréales et plantes oléagineuses se contentent de 0,2 %. En 2020 le cheptel d'UGB (unités de gros bétail) rassemblait 419 têtes dont 228 vaches allaitantes (0,6 par hectare).

## Artisanat. Services
Les activités productives dites "secondaires" (essentiellement l'artisanat) assurent à la commune une vie économique soutenue. À la Croix des Planches est installé un important atelier de fabrication de chalets employant une douzaine de salariés et à qui l'on doit une des particularités de l'habitat à Saint-Clément consistant en l'existence dans la commune d'un parc de 50 chalets habités. D'autre part une entreprise de terrassement et de travaux forestiers a son siège au lieudit le Haut des Bois, un plombier exerce au bourg et la commune dispose des services de deux électriciens l'un étant à la Cépée l'autre à Rochelin. Le "tertiaire" - les services -  est illustré dans le domaine des transports par une entreprise de taxis au lieudit le Haut des Feuillets. Un café-restaurant existe depuis plusieurs décennies au bourg. Une institution distinctive de la commune est constituée par un  foyer pour handicapés.

## Communes limitrophes

### Climat
Pour des articles plus généraux, voir Climat d'Auvergne-Rhône-Alpes et Climat du Rhône.
En 2010, le climat de la commune est de type climat océanique dégradé des plaines du Centre et du Nord, selon une étude du Centre national de la recherche scientifique s'appuyant sur une série de données couvrant la période 1971-2000. En 2020, Météo-France publie une typologie des climats de la France métropolitaine dans laquelle la commune est exposée à un climat de montagne ou de marges de montagne et est dans la région climatique Centre et contreforts nord du Massif Central, caractérisée par un air sec en été et un bon ensoleillement.
Pour la période 1971-2000, la température annuelle moyenne est de 9,8 °C, avec une amplitude thermique annuelle de 15,7 °C. Le cumul annuel moyen de précipitations est de 979 mm, avec 12,1 jours de précipitations en janvier et 7,3 jours en juillet. Pour la période 1991-2020, la température moyenne annuelle observée sur la station météorologique de Météo-France la plus proche, « Monsols », sur la commune de Deux-Grosnes à 9 km à vol d'oiseau, est de 10,6 °C et le cumul annuel moyen de précipitations est de 1 145,9 mm,. Pour l'avenir, les paramètres climatiques de la commune estimés pour 2050 selon différents scénarios d'émission de gaz à effet de serre sont consultables sur un site dédié publié par Météo-France en novembre 2022.

## Urbanisme

### Typologie
Au 1er janvier 2024, Saint-Clément-de-Vers est catégorisée commune rurale à habitat très dispersé, selon la nouvelle grille communale de densité à sept niveaux définie par l'Insee en 2022.
Elle est située hors unité urbaine et hors attraction des villes,.

### Occupation des sols
L'occupation des sols de la commune, telle qu'elle ressort de la base de données européenne d’occupation biophysique des sols Corine Land Cover (CLC), est marquée par l'importance des territoires agricoles (50 % en 2018), une proportion identique à celle de 1990 (50 %). La répartition détaillée en 2018 est la suivante : 
forêts (50 %), prairies (41,6 %), zones agricoles hétérogènes (8,4 %). L'évolution de l’occupation des sols de la commune et de ses infrastructures peut être observée sur les différentes représentations cartographiques du territoire : la carte de Cassini (XVIIIe siècle), la carte d'état-major (1820-1866) et les cartes ou photos aériennes de l'IGN pour la période actuelle (1950 à aujourd'hui).

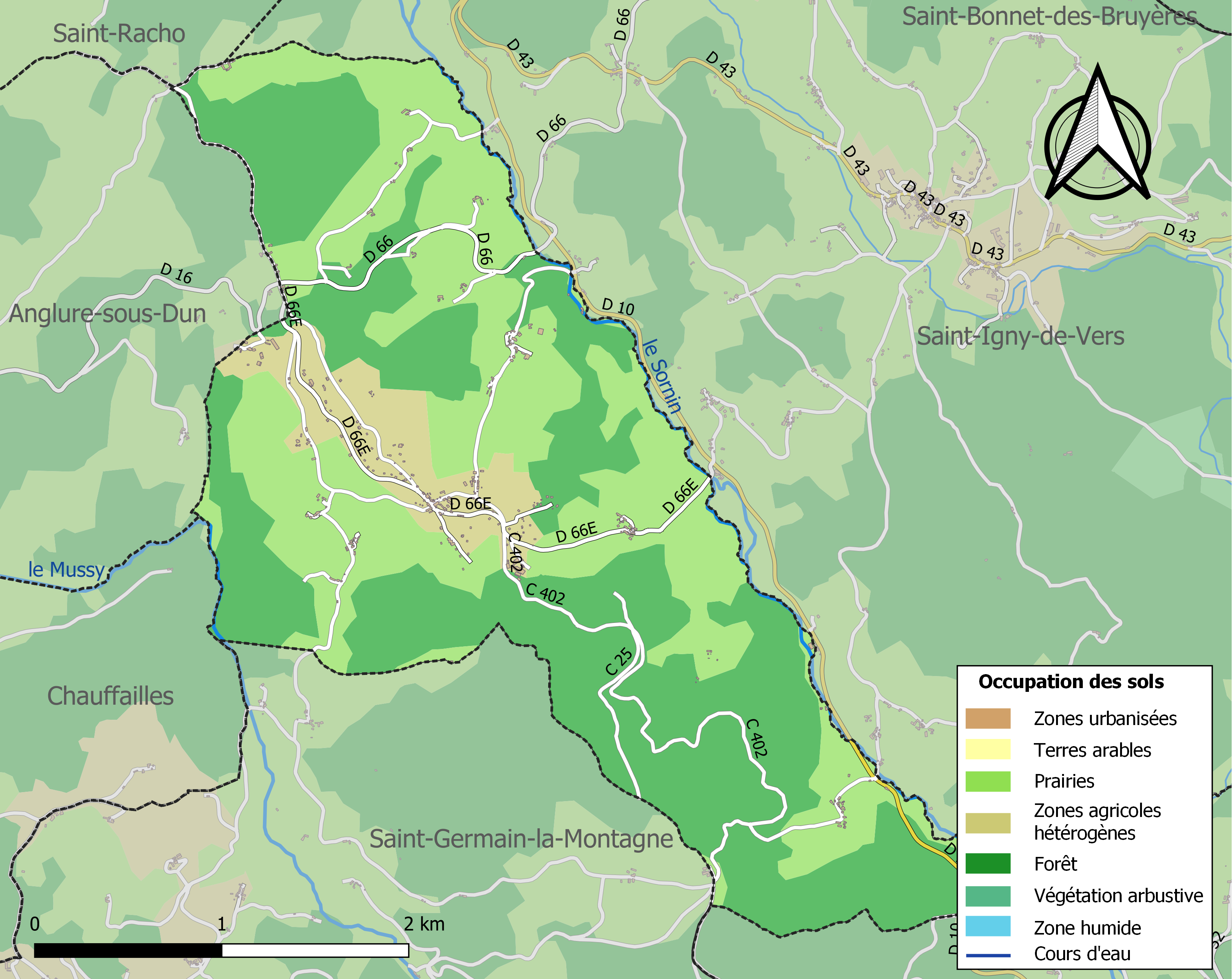
Carte des infrastructures et de l'occupation des sols de la commune en 2018 (CLC).

## Histoire
Aucune trace d'occupation n'est attestée pendant la période romaine, tant au niveau archéologique que bibliographique.
La commune est créée en 1868 par démembrement des communes de Saint-Igny-de-Vers (département du Rhône) et de Saint-Germain-la-Montagne (département de la Loire).

## Lieux et monuments

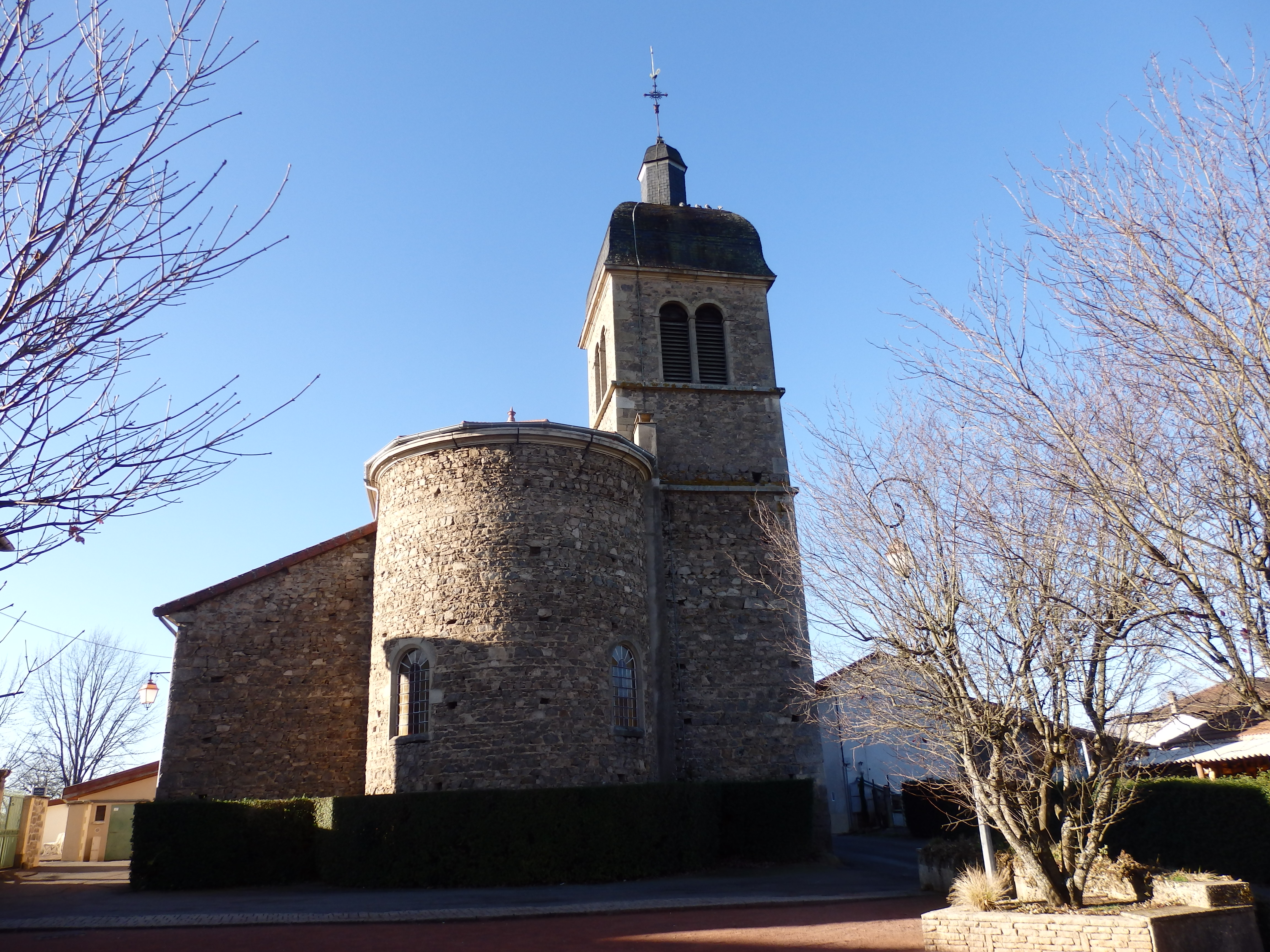
L'église.

## Politique et administration

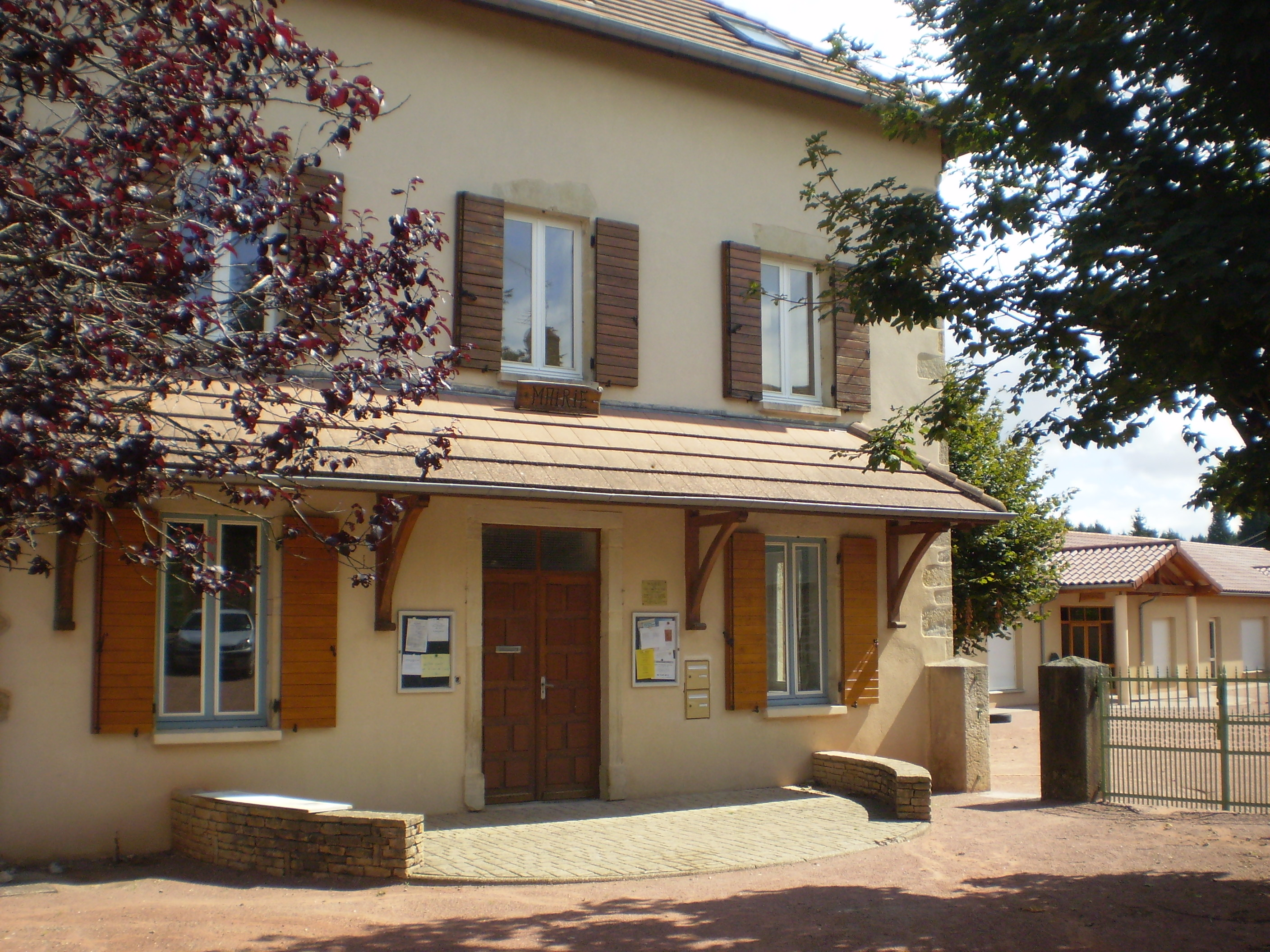
La mairie.

| Période                                  | Période  | Identité           | Étiquette | Qualité                                                                  |
| ---------------------------------------- | -------- | ------------------ | --------- | ------------------------------------------------------------------------ |
| 2001                                     | 2014     | Daniel Martin      | MoDem     | Maire Conseiller général du Canton de Monsols 3e Vice-Président du SYDER |
| 2014                                     | En cours | Sylviane Ternisien | DVD       | Retraitée de l'enseignement                                              |
| Les données manquantes sont à compléter. |          |                    |           |                                                                          |

## Démographie
L'évolution du nombre d'habitants est connue à travers les recensements de la population effectués dans la commune depuis 1872. Pour les communes de moins de 10 000 habitants, une enquête de recensement portant sur toute la population est réalisée tous les cinq ans, les populations de référence des années intermédiaires étant quant à elles estimées par interpolation ou extrapolation. Pour la commune, le premier recensement exhaustif entrant dans le cadre du nouveau dispositif a été réalisé en 2005.

En 2022, la commune comptait 205 habitants, en évolution de −9,69 % par rapport à 2016 (Rhône : +3,93 %, France hors Mayotte : +2,11 %).
| 1872 | 1876 | 1881 | 1886 | 1891 | 1896 | 1901 | 1906 | 1911 |
| ---- | ---- | ---- | ---- | ---- | ---- | ---- | ---- | ---- |
| 491  | 522  | 490  | 506  | 524  | 473  | 431  | 428  | 383  |

| 1921 | 1926 | 1931 | 1936 | 1946 | 1954 | 1962 | 1968 | 1975 |
| ---- | ---- | ---- | ---- | ---- | ---- | ---- | ---- | ---- |
| 319  | 287  | 270  | 275  | 265  | 232  | 229  | 203  | 200  |

| 1982 | 1990 | 1999 | 2005 | 2006 | 2010 | 2015 | 2020 | 2022 |
| ---- | ---- | ---- | ---- | ---- | ---- | ---- | ---- | ---- |
| 170  | 177  | 213  | 219  | 221  | 225  | 227  | 207  | 205  |